# Млин (геральдика)
Млин (вітряний або водяний млин) - негеральдична фігура, що часто зустрічається в гербах. В геральдиці також вживаються окремі деталі млинів.

## Млин
Млин у геральдиці зображується у вигляді стилізованої будівлі на гербі або косим розташуванням лопатей. Водяний млин може символізувати водяне колесо.

## Порплиця та жорна
Млинне залізо використовується як символ ремесла мірошника. Як правило, це залізна маточина жорна. Повне зображення порплиці та каменя зустрічається рідко. Існує три основних типи: H-подібний з подвійною горизонтальною штангою (квадратний центр між двома протилежними, схожими на полюс арками, кінці зігнуті праворуч і ліворуч), так званий чотирикутний підбір, голландський тип з ромбоподібним центром, кінцями вгору і вниз, келихоподібний бандаж і трапецієподібний тип з трапецієподібними виступами по обидва боки (простий підбір, два кам'яних якоря) і круглий або ромбоподібний, квадратний пронизаний центр, показаний як стандартний стовп. Існують також змішані типи. Блазон відповідає загальним правилам.

Галерея
Вітряний млин (Едевехт)
Вітряний млин (Едделак)
П'ять вітряків (Гросбургведаль)
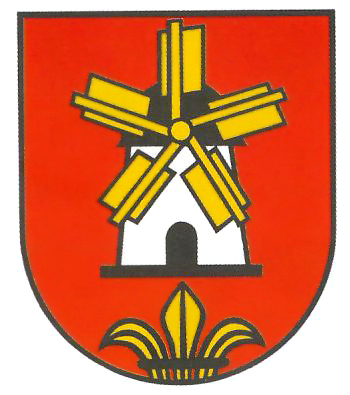
Вітряк Вендгаузена з п’ятьма раменами
Вітряк з шістьма раменами (Панфили)
Жорно (Гамельн)
Порплиці та жорно (Мюльфпад)
Порплиця (Мюльгаузен)
Крила вітряка (Нью-Йорк)
Водяне колесо (Мюльдорф)
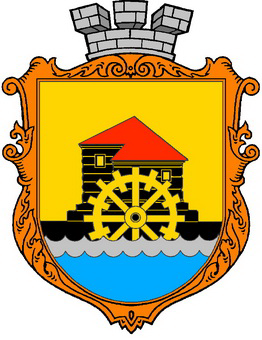
Водяний млин (Млинів)
Водяний млин (Віана-де-Хадраке)

## Вебпосилання
- Bernhard Peter: Das Mühleisen und abgeleitete Formen [Архівовано 9 травня 2021 у Wayback Machine.] (нім.)